# Радиофреквентни резонаторски погон
Радио фреквентни резонаторски погон је контроверзни тип електромагнетног погона у коме анизотропно електромагнетско поље унутар микроталасног резонатора наводно преноси импулс резонатору производећи потисак.
Уобичајени погони избацују гориво, као што бродови померају водену масу, авиони померају ваздушну масу, или ракете које избацују продукте сагоревања. Погон који не избацује млаз материје да би произвео реактивну силу, него обезбеђује потисак преко електромагнетног поља без икакве спољашње интеракције, се назива нереактивни погон. Такав затворени систем не би имао потребе за ношењем горива, и био би у могућности да стално производи потисак, све док је напајан енергијом. Као такав крши Закон одржања количине кретања и Трећи Њутнов закон. Због тога многи физичари верују да су такви погони нереални и стављана им је етикета "псеудонауке". Обрнуто, уколико је погон настао услед интеракције са спољашњим пољем, онда је то отворени систем, безгориви али не и нереактивни, као што конвенцијална свемирска летелица убрзава на рачун количине кретања планете око које кружи током маневара помогнутим гравитацијом.
Без обзира на недостатак теоретског консензуса на пољу објашњења како би такви погони функционисали, проналазачи су наставили са покушајима развоја таквог погона јер би они омогућили дугих свемирских летова, где је гориво главни ограничавајући фактор. Роџер Шојер је објавио дизајн са резонатором у облику зарубљене купе, који је назвао Ем Погон. Гвидо Фета је касније објавио конструкцију са додатим цилиндричним елементом, који он назвао Канов погон. Неколико група физичара је направила и тестирала њихове сопствене погоне, засноване на Шојеровим и Фетиним конструкцијама. Хуан Јанг са Си'ан Нортвестерн Политехникл Јуниверзити-ја (NWPU) је првобитно пријавила потисак, али је касније повукла ту тврдњу 2016. када је открила грешку мерења. Поновљеним мерењем са унапређеном инсталацијом није се дошло до никаквог значајнијег потиска. Харолд Вајтова група из НАСА-иних Иглворкс Лабораторија, која је испитивала необичне дизајне ракета, је испитала једну од верзија ових конструкција. У 2015. су тестирали пробну верзију и добили потисак од 40-100 μN за 40-80 W уложене снаге. Њихов рад је објављен у Журнал ов пропалжн енд паувер. На конференцији за новинаре у Пекингу 10. децембра 2016. коју је одржала Кинеска Академија Свемирских Технологија, др. Ју Чен, вођа сектора комуникационих сателита  је потврдио да агенција већ испитује Ем Погон у ниској Земљиној орбити. Том приликом је изјавио да је успешно измерен потисак у условима бродске лабораторије и открио планове како би се технологија додала кинеским сателитим што је пре могуће.

## Историја истраживања
Први модели мотора на електромагнетну пропулзију који раде на принципу реакционе масе су израђени на почетку 20. века. Обимна истраживања су спроведена 60-их година 20. века на два типа мотора који емитују јонизоване гасове на великим брзинама: јонски мотори, који претварају гориво у јоне, убрзавају и избацују их помоћу разлике електричних потенцијала, и плазма бустери који претварају гориво у јоне плазме, убрзавају и избацују их  помоћу плазмених струја. У другом случају, плазма може бити произведена и од интензивног извора микроталасног и радиоталасног зрачења, и у комбинацији са резонантном комором, се може подесити на прецизну фреквенцију.
Проналазак свемирског погона са ниском потрошњом горива је кључан за истраживање свемира, због тога што гориво представља штетан терет који је такође потребно дићи и убрзати заједно са бродом, од тренутка лансирања све до тренутка почетка рада (погледај једначину  Циолковског). Гравитационе праћке, соларни једрењаци и погони на енергетске снопове из, за летелицу, удаљених извора са Земље или из орбите су корисни јер омогућавају летелици да убрза без горива. Међутим, неке од ових техника не функционишу у дубоком свемиру. Исијавањем светла из летелице се ствара мала сила услед притиска електромагнетног зрачења, односно употребом фотона као  пропелента, али је сила сувише слаба (за задату количину унете енергије) да би била употребљива у пракси.
Стварни погон са нултом потрошњом горива се сматра да није могуће направити, али ако јесте могао би се користити у многим окружењима укључујући дубоки свемир. Такви погони су популарни у научној фантастици, и мала вероватноћа његовог постојања доприноси ентузијазму за испитивање таквих конструкција.